# Phó Tuấn
Phó Tuấn (chữ Hán: 傅俊, ? – 31), tự Tử Vệ, người Tương Thành, Dĩnh Xuyên , tướng lĩnh, khai quốc công thần nhà Đông Hán, một trong Vân Đài nhị thập bát tướng.

## Cuộc đời và sự nghiệp
Phó Tuấn ban đầu làm Đình trưởng. Lưu Tú đi qua Tương Thành, Tuấn hưởng ứng, giữ chức Hiệu úy. Huyện nha Tương Thành kết tội, giết chết mẹ, em trai và họ hàng của ông. Tuấn theo Lưu Tú tham gia trận Côn Dương, đại phá tướng nhà Tân là Vương Tầm, nhờ công được thăng làm Thiên tướng quân. Lưu Tú bắc tiến Lạc Dương, mệnh cho ông chỉ huy riêng một cánh quân, đánh phá hai thành Kinh, Mật ở phía đông Lạc Dương. Lưu Tú khen ngợi chiến công của Tuấn, đặc biệt cho ông quay về quê cũ Tương Thành, an táng thân thuộc đã chết.
Năm 23, Tuấn nghe tin Lưu Tú tiến đánh Hà Bắc, đem theo hơn 10 tân khách, từ Tương Thành khởi hành, ngày đêm không nghỉ, đến Hàm Đan thì bắt kịp đại quân. Lưu Tú cảm động trước lòng trung thành của ông, giao cho thống soái đội quân Dĩnh Xuyên tinh nhuệ. Mỗi khi giao chiến, Tuấn đều đưa quân bản bộ đi trước, xung phong phá trận, lập nhiều kỳ công. Năm 25, Lưu Tú xưng đế, ông được nhiệm chức Thị trung, ở bên cạnh Hoàng đế, ra vào cung đình, bàn bạc những việc cơ mật.
Năm 26, Tuấn được phong Côn Dương hầu. Năm sau (27) được bái làm Tích nỗ tướng quân. Cùng Chinh nam đại tướng quân Sầm Bành đánh phá Tần Phong ở Kinh Tương, sau đó lĩnh thủy quân đi Giang Đông, bình định Dương Châu.
Năm 31, Tuấn mất. Con là Phó Xương kế tự, dời phong Vu Hồ hầu.